# Race of Champions 1975
GP précédent GP suivant
La Race of Champions 1975 (X British Airways/Daily Mail Race of Champions), disputée le 16 mars 1975 sur le tracé de Brands Hatch en Angleterre, est la dixième édition de cette épreuve. Course hors-championnat du monde de Formule 1, elle est également ouverte aux monoplaces de Formule 5000.

## Course
| Pos. | Pilote             | Écurie            | Tours | Temps/Abandon       |
| ---- | ------------------ | ----------------- | ----- | ------------------- |
| 1    | Tom Pryce          | Shadow-Cosworth   | 40    | 55 min 53 s 5       |
| 2    | John Watson        | Surtees-Cosworth  | 40    | + 30 s 5            |
| 3    | Ronnie Peterson    | Lotus-Cosworth    | 40    | + 32 s 0            |
| 4    | Jacky Ickx         | Lotus-Cosworth    | 39    | + 1 tour            |
| 5    | Emerson Fittipaldi | McLaren-Cosworth  | 39    | + 1 tour            |
| 6    | Bob Evans          | BRM               | 38    | + 2 tours           |
| 7    | Arturo Merzario    | Williams-Cosworth | 37    | + 3 tours           |
| 8    | Jean-Pierre Jarier | Shadow-Cosworth   | 36    | à 4 tours           |
| 9    | Rolf Stommelen     | Hill-Cosworth     | 35    | + 5 tours           |
| 10   | Roelof Wunderink   | Ensign-Cosworth   | 35    | + 5 tours           |
| 11   | David Purley       | Chevron-Ford      | 34    | + 6 tours           |
| 12   | Tony Trimmer       | Safir-Cosworth    | 33    | + 7 tours           |
| Abd  | Ian Ashley         | Lola-Chevrolet    | 27    | Boîte de vitesses   |
| Abd  | Mark Donohue       | Penske-Cosworth   | 27    | Accident            |
| Abd  | Jody Scheckter     | Tyrrell-Cosworth  | 25    | Moteur              |
| Abd  | Lella Lombardi     | March-Cosworth    | 20    | Tenue de route      |
| Abd  | Vern Schuppan      | Lola-Chevrolet    | 18    | Pneu                |
| Abd  | John Nicholson     | Lyncar-Cosworth   | 15    | Moteur              |
| Abd  | Tom Belsø          | Lola-Chevrolet    | 1     | Accident            |
| Abd  | Jochen Mass        | McLaren-Cosworth  | 1     | Accident            |
| Np   | Maurizio Flammini  | Williams-Cosworth | 0     | Accident aux essais |

En italique les pilotes de F5000.

## Pole position et record du tour
- Pole position :  Tom Pryce (Shadow-Ford) en 1 min 34 s 9 (vitesse moyenne : 161,784 km/h)[2].
- Meilleur tour en course :  Tom Pryce (Shadow-Ford) en 1 min 21 s 1 (vitesse moyenne : 189,313 km/h)[3].

## Tours en tête
- Jody Scheckter : 25 tours (1-25)
- Tom Pryce : 15 tours (26-40)[4]

## Galerie

Race of champions 1975
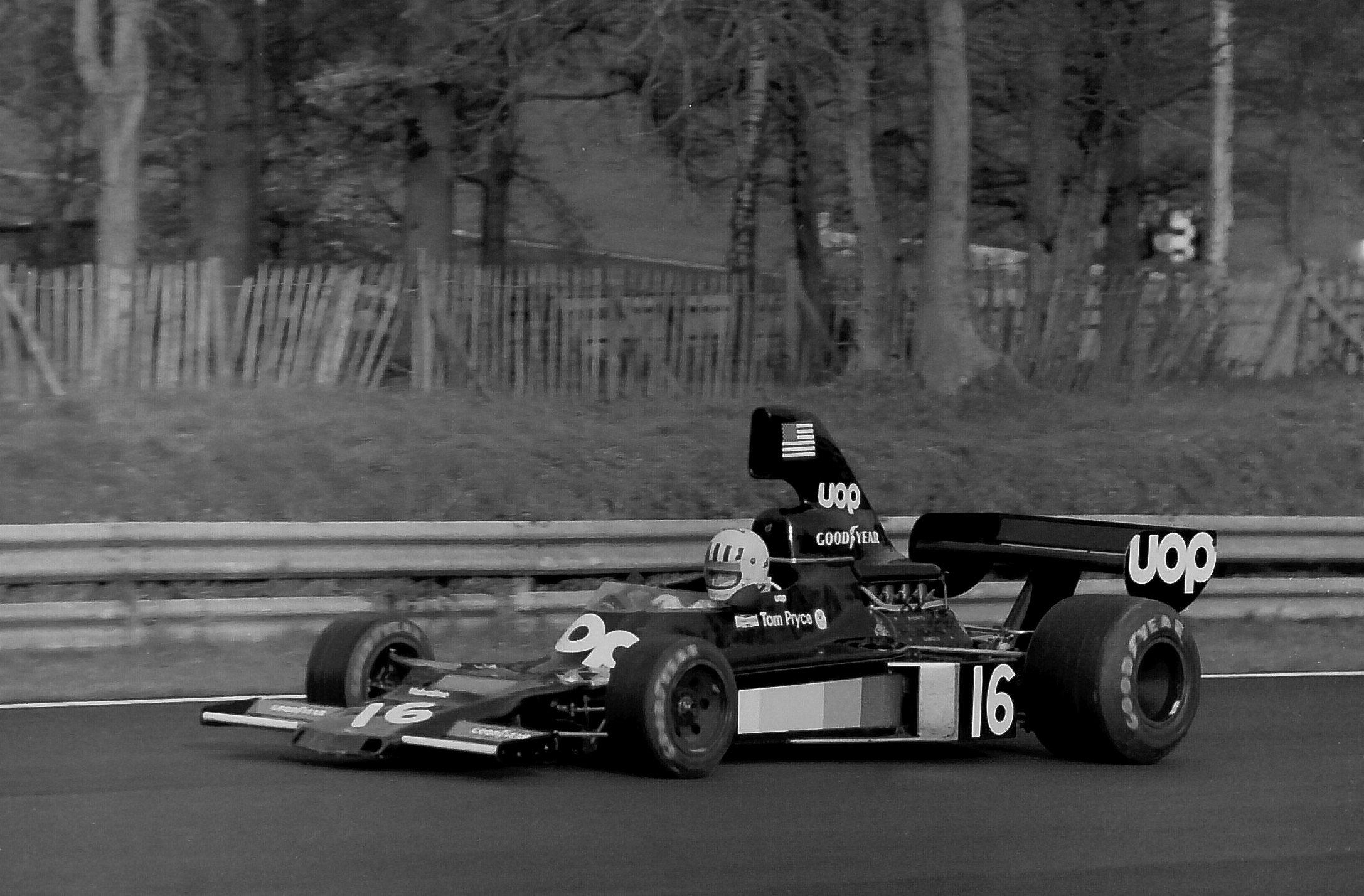
Tom Pryce
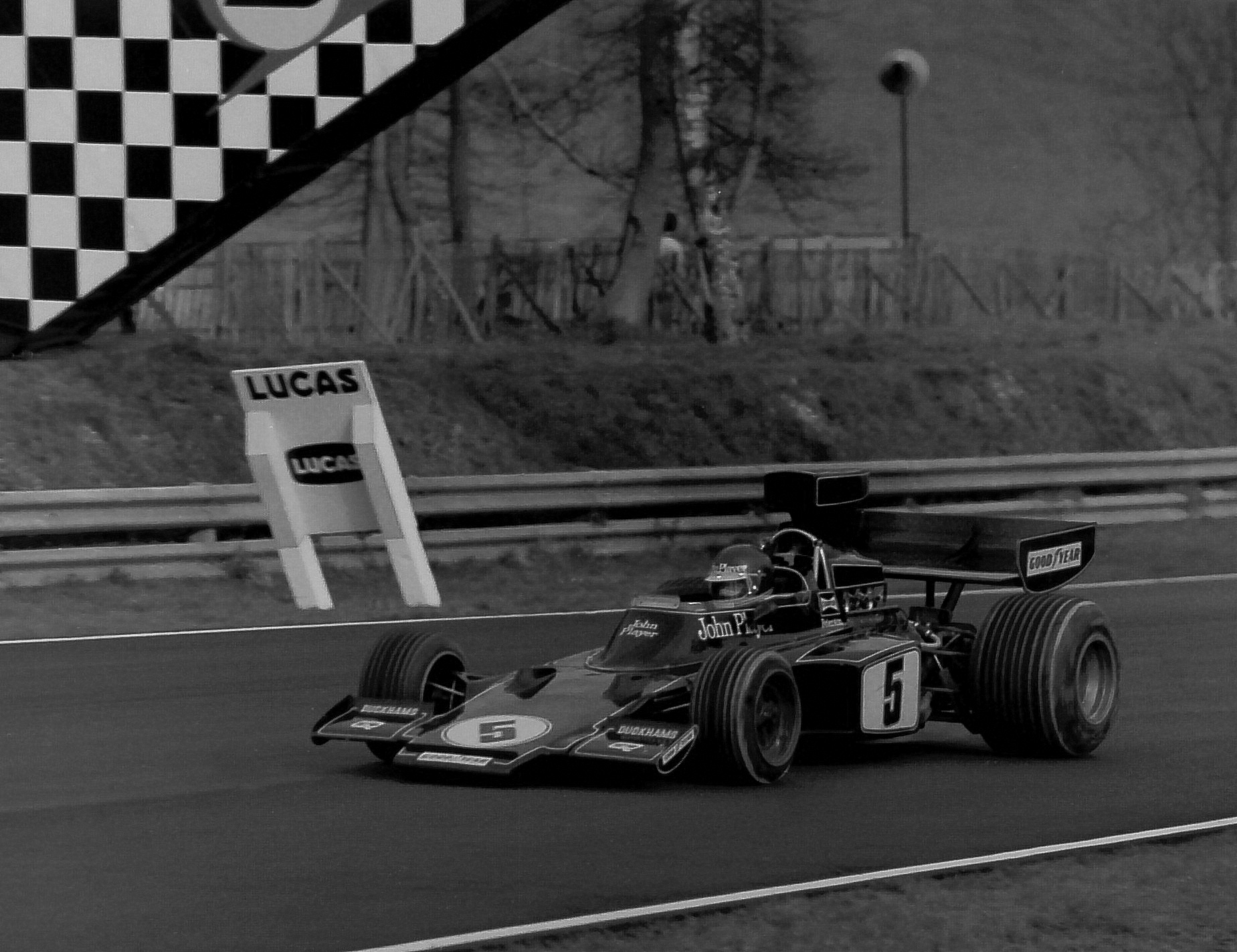
Ronnie Peterson
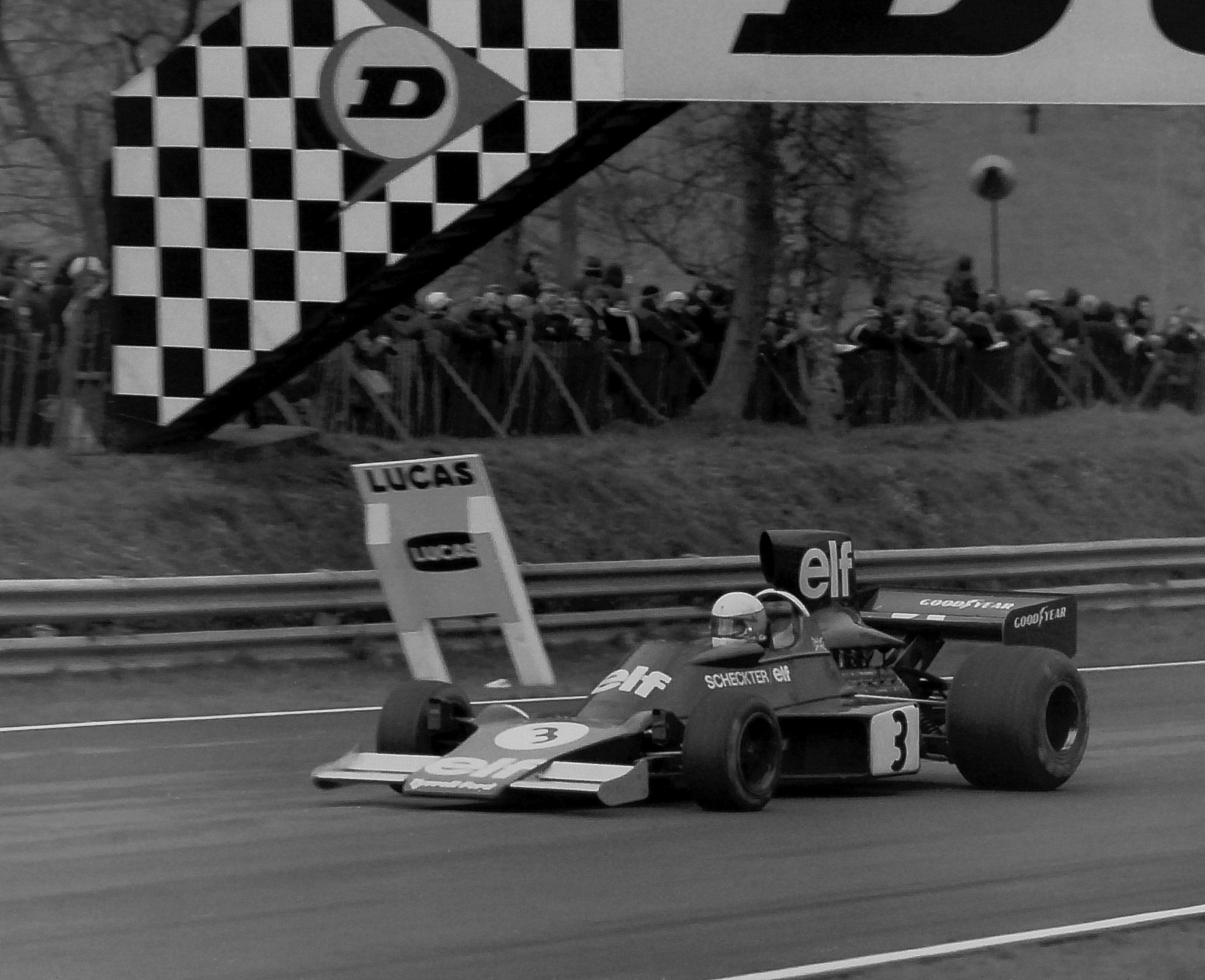
Jody Scheckter